# 情報検索 (図書館情報学)
情報検索（じょうほうけんさく）とは、必要な特定の情報を探す技術および学問である。
元来は図書館の蔵書や各種文書・文献を探すことを意味し、製本された索引誌やカードを用いて検索をおこなった。それがコンピュータによる検索に発展し、インターネットにおける検索エンジンの登場を経て現代にいたっている。
情報検索のソフトウェア・ハードウェア技術については情報検索の項にゆずり、ここでは図書館情報学的立場から、情報検索のコンテンツを中心に述べる。

## 情報検索の歴史

### 抄録・索引誌の歴史
もともと図書館においては蔵書の書誌を記述・管理し、これを検索することが古くからおこなわれてきた。20世紀になり、書籍だけでなく文書や記事を探すことが重要となってきた。これが特に必要とされたのは、科学技術分野および特許分野であった。
そもそも科学技術分野では、すでに19世紀に雑誌に書かれた学術論文から抄録や索引を作成することが組織的におこなわれるようになり、20世紀に入るとまもなく、よく知られている化学分野の Chemical Abstracts（1907年）などの抄録誌が発行されるようになる。
日本でも1903年には開業医であった尼子四郎によって「医学中央雑誌」という医学分野の索引誌が発行されている。また化学分野では東北帝国大学の眞島利行によって1927年に「日本化学総覧」が創刊された。

### カード検索の歴史
図書館の蔵書の書誌をカードに記録し、これを検索することは古くからおこなわれてきた。現在でも一部の図書館では図書カードを保管している。この場合、同一図書について、著者カード、標題カード、主題カードなど複数のカードを作成し、それぞれアルファベット順、または五十音順に配列することにより、手めくりで検索をおこなった。しかしこの方法はカード作成が面倒な上、検索に時間がかかる。1940年代になり、カードの周辺に穴を開け、各穴に検索用のコードを割り当て、そこを切り落とすことにより検索可能にする、縁穴カード（いわゆるパンチカードの一種）が開発され、化学研究者などに利用が広がった。
その後コンピュータが登場するとやはりパンチカードの一種であるIBMカードを使うことが一般化した。IBM カードは80桁12行の穿孔位置からなっているので、その位置を検索用のコードに割り当てたものである。カードには文献の書誌事項などを直接印刷して用いた。カードの検索にはソーターと呼ばれる光学式の機械を用いた。穴があれば光が通るので、光検出装置を用いて特定の索引コード位置に穴があるかどうかを検出し、カードを分別した。
一方文献ごとのカードではなく、索引語ごとのカードを作成し、そこに文献や図書の番号を記載していく、というユニターム・カードも開発された。これは現在のコンピュータ検索で用いる索引ファイルの原理と考えられる。